# Прогоница (сточарски обичај)
Прогоница је српски сточарски обичај у Доњој Јасеници. Стока се „прогони“ између две ватре, као превентивно средство заштите од болести. Веровало се да се захваљујући њеној моћи стока може магијски очистити од злих утицаја.

## Појам
Карактеристичан је за подручје села Азања, села Грчац и Влашки До који су до Другог светског рата били засеоци Азање.
Етимологија термина Прогоница позната је у народу. Ова реч се везује за реч „ прогон“ и глагол „прогонити“. Осим овог назива у употреби је и термин сточна слава. Главни елемент овог обичаја је везан за култ ватре. Ватра симболизује „преображај;прочишћење; животодавну и генеративну моћ Сунца; животну обнову; полну моћ; одбрану; заштиту...“
Посебна моћ је приписивана „живој ватри“. Стока се „прогони“ између две ватре, као превентивно средство заштите од болести. Веровало се да се захваљујући њеној моћи стока може магијски очистити од злих утицаја. Прогоница је део обичаја везаних за етноветерину и као таква једна је од ретких очуваних обичаја који се и даље упражњавају.

## Историјски оквир
Богатство шумама и плодна земља богата пашњацима су омогућили становништву бављење пољопривредом, а пре свега сточарством што је последица историјских процеса и метанастатичких кретања разних миграционих струја. Топоними као што су Влашки До, Влаовица говоре о присуству Влаха-сточара на овом подручју. Историјат коришћења „живе ватре“ је познат многим сточарским народима. Старог је порекла и потиче из времена када су преци европских народа живели претежно од својих крда и када је пољопивреда имала споредну улогу у њиховим животима.
После Другог светског рата под забраном прославе верских празника обичај се готово угасио, али су неке породице наставиле тајно да ваде живу ватру.

## Опис
Прогоница почиње 14. маја. На за то одређено место окупе се учесници ритуала. Увече се пече брав, такозвана“ равена“. Пред зору се приступа вађењу „живе ватре“. Она се потпаљује уз помоћ два сува дрвета. Мекано липово дрво заглаве о какво рашљасто дрво, које чврсто држе два човека. Друга двојица узимају тврдо дрво храстово, дреново илиглогово дрво и почињу да трљају по липовом дрвету као да га тестеришу. Ово је јако напорно тако да у овом делу ритуала учествују млађи мушкарци с тим да су двојица учесника увек ту да их одмене када се ова двојица уморе. Трља се док се липово дрво не усија и задими. Чим почне да се дими одмах се приноси слама који се брзо запале. Сламом се упали унапред припремљена гомила суварака неког плодног дрвета. Ватра се распаљује махањем, да се „жива ватра“ не би оскрнавила људским дахом. Ватра се чува целе ноћи, а у праскозорје долазе сељаци да узму угарке родног дрвета које је потпаљено „живом ватром“ и носе на раскрсницу где пале две ватре између којих протерују, „прогоне“ стоку. Стока се проводи са запада на исток. Неки носе угарке и закрсте стоку по челу или боку. Поподне сви учесници одлазе код домаћина –колачара, где се наставља славље. Домаћин има почасно место на челу стола, а поред његове леве стране нови колачар. Поред колача на столу су свећа, кадионица, босиљак и вино. Половину колача домаћин предаје будућем колачару, што је доказ да је славу примио.